# Eleição municipal de Juazeiro do Norte em 1962
A eleição municipal de 1962 em Juazeiro do Norte aconteceu em 07 de outubro de 1962, com o objetivo de eleger prefeito e vice-prefeito da cidade e membros da Câmara de Vereadores.
O prefeito titular era Antônio Conserva Feitosa, do PSD. Três candidatos concorreram à prefeitura de Juazeiro do Norte. Humberto Bezerra, da UDN, foi eleito com 59,2% dos votos. Para Vice-prefeito, quatro candidatos concorreram ao cargo. Teófilo Machado foi eleito com 50,66% dos votos.

## Candidatos à  prefeito
Nota: a tabela a seguir está organizada por ordem alfabética de candidatos.
| Candidato(a)            | Partido | Partido | Coligação           |
| ----------------------- | ------- | ------- | ------------------- |
| Anderson Borges         |         | PSD     | (PSD / PRP)         |
| Humberto Bezerra        |         | UDN     | (UDN) Sem Coligação |
| José Monteiro de Macêdo |         | PTN     | (PTN / PL)          |

## Candidatos à vice-prefeito
| Candidato(a)              | Partido | Partido | Coligação           |
| ------------------------- | ------- | ------- | ------------------- |
| Antônio Correia Celestino |         | PRP     | (PSD / PRP)         |
| Augusto Tavares           |         | PTB     | (PTB) Sem Coligação |
| Simplício de Barros       |         | PL      | (PTN / PL)          |
| Teófilo Machado           |         | UDN     | (UDN) Sem Coligação |

## Resultados

### Prefeito
| Partido | Partido | Candidato               | Votos | Votos (%) |
| ------- | ------- | ----------------------- | ----- | --------- |
|         | UDN     | Humberto Bezerra        | 5 829 | 59,2%     |
|         | PTN     | José Monteiro de Macêdo | 2 652 | 26,93%    |
|         | PSD     | Anderson Borges         | 1 366 | 13,87%    |
| Totais  | Totais  | Totais                  | 9 847 |           |
| Fonte:  |         |                         |       |           |

### Vice-Prefeito
| Partido | Partido | Candidato                 | Votos | Votos (%) |
| ------- | ------- | ------------------------- | ----- | --------- |
|         | UDN     | Teófilo Machado           | 4 838 | 50,66%    |
|         | PL      | Simplício de Barros       | 2 765 | 28,95%    |
|         | PRP     | Antônio Correia Celestino | 1 366 | 14,3%     |
|         | PTB     | Augusto Tavares           | 581   | 6,08%     |
| Totais  | Totais  | Totais                    | 9 550 |           |
| Fonte:  |         |                           |       |           |

### Vereador
| Candidato(a)              | Partido/ Coligação | Votação |
| ------------------------- | ------------------ | ------- |
| José Alves de Souza       | UDN                | 789     |
| José Camilo               | UDN                | 650     |
| Gumercindo Ferreira       | UDN                | 518     |
| Raimundo de Sá e Souza    | UDN                | 487     |
| Edward Teixeira Férrer    | UDN                | 373     |
| Adauto Palitot            | UDN                | 298     |
| Antônio Fernandes Coimbra | UDN                | 276     |
| Evandro e Silva           | UDN                | 254     |
| Valdyr Sabiá              | PSD / PRP          | 383     |
| Maurício Ferreira         | PSD / PRP          | 213     |
| Manoel Teixeira Filho     | PSD / PRP          | 204     |
| Luiz Macêdo               | PTN                | 549     |
| Neri Rocha                | PTN                | 182     |
| Miguel Coelho             | PTB                | 199     |